# Fissidens barretoi
Fissidens barretoi är en bladmossart som beskrevs av Hugh Neville Dixon och Alphonse Luisier 1930. Fissidens barretoi ingår i släktet fickmossor, och familjen Fissidentaceae. Inga underarter finns listade i Catalogue of Life.